# Kemacher
Kemacher är ett berg i Österrike.   Det ligger i distriktet Innsbruck Stadt och förbundslandet Tyrolen, i den västra delen av landet, 400 km väster om huvudstaden Wien. Toppen på Kemacher är 2 480 meter över havet, eller 277 meter över den omgivande terrängen. Bredden vid basen är 2,6 km.
Terrängen runt Kemacher är bergig norrut, men söderut är den kuperad. Runt Kemacher är det tätbefolkat, med 319 invånare per kvadratkilometer.. Närmaste större samhälle är Innsbruck, 6,4 km söder om Kemacher. 
Runt Kemacher är det i huvudsak tätbebyggt.